# Copamyntis
Copamyntis é um gênero de mariposa pertencente à família Crambidae.